# Стефан Димитров (режисьор)
Вижте пояснителната страница за други личности с името Стефан Димитров.
Стефан Иванов Димитров е български актьор и режисьор.

## Биография
Роден е в София на 17 септември 1933 г. През 1960 г. завършва актьорско майсторство, а през 1964 г. театрална режисура и двете във ВИТИЗ „Кръстьо Сарафов“. Умира на 6 ноември 1990 г. в София.

## Награди и отличия
- Заслужил артист

## Театрални роли
ТВ театър
- „Наздраве“ (Пиер Шено) (1982)
- „Хайдушки копнения“ (1980) (Пейо Яворов)
- „Но преди да станем големи“ (1972) (Владимир Голев)
- „Дипломат“ (1971) (Самуел Альошин)
- „Новият“ (1967) (Марек Домански)

## Филмография
Като режисьор
- Чичо кръстник (1988)
- Поема (1986)
- Завръщане (1983)
- Къщата (1979)
- Чуй петела (1978)
- Магистрала (1975)
- Баща ми бояджията (1974)

Като актьор
- Немирната птица любов (1990) – Архимандрит
- Убийства (1987)
- Откога те чакам (1984) – Главният лекар
- Спирка „Берлин“ (1982)
- Капитан Петко войвода (1981), 12 серии
- Търновската царица (1981)
- Ударът (1981) – Стойчо Мошанов
- Камионът (1980) – Докторът
- Сами сред вълци (5-сер. тв, 1979) – (в 1 серия: IV)
- Дулцинея Бистроева (1979) - антикварят
- По дирята на безследно изчезналите (1978), 4 серии
- С любов и нежност (1978) – Китарист
- Ало, д-р Минев! (1970-1971), 5 серии – професор Кирилов, директора на болницата
- Ивайло (1963) – болярят Боян
- Точка първа (1956) – Владко